# Храм блаженной Ксении Петербургской (Южно-Сахалинск)
Хра́м свято́й блаже́нной Ксе́нии Петербу́ргской — храм Южно-Сахалинской и Курильской епархии Русской православной церкви, расположенный в Южно-Сахалинске. Старейший из ныне действующих православных храмов Сахалинской области. Один из первых храмов в мире, посвящённый Ксении Петербургской.

## История
В течение большей части советского периода на Сахалине отсутствовали православные храмы. В 1930 году на севере острова был закрыт последний православный приход. Попытки открыть хотя бы один приход не были успешны. Так в 1948 году в Южно-Сахалинске образовался «Комитет православной веры», насчитывающий 86 человек. Эта община от имени многочисленных верующих обратилась с просьбой об открытии православной церкви. Горисполком выделил для этой цели здание бывшего протестантского храма. 1 июня 1948 года облисполком утвердил решение городских властей о передаче здания и обратился в Совет по делам Русской православной церкви при Совете Министров СССР с ходатайством об открытии церкви. Но дальнейшего развития это начинание не получило, и Сахалинская область по-прежнему оставалась вне поля деятельности Православной Церкви и её духовенства. Положение изменилось лишь после празднования 1000-летия крещения Руси.
Наконец 17 января 1989 года решением южносахалинского горисполкома № 38 «О заявлении верующих граждан о регистрации общества Русской православной церкви» в Южно-Сахалинске зарегистрирована религиозная организация православных христиан. В связи с тем, что в областном центре не осталось ни одного культового здания, верующим было предложено купить дом с последующим переоборудованием его под молитвенное помещение, на что также было дано разрешение. К решению приложен список учредителей религиозного общества Русской православной церкви в составе двадцати двух человек, двадцать одна из который были женщины в возрасте от 26 до 79 лет. Регистрация православной общины г. Южно-Сахалинска состоялась в начале июля 1989 года. 10 июля того же года состоялось первое (учредительное) приходское собрание религиозного общества Русской православной церкви, на котором присутствовали 30 человек — все женщины; средний возраст от 50 до 74 лет; большинство по национальности русские. Все они вошли в состав прихода. Приглашённый на него уполномоченный Совета по делам религий по Сахалинской области Н. Николаев в своём выступлении сообщил о регистрации данного религиозного общества. Председателем собрания, в соответствии с уставом Русской православной церкви, был избран священник Константин Островский. Также летом того года в собственность прихода перешло здание — шлакоблочный дом в частном секторе города по адресу ул. Трудовая, 6. 16 августа того же года по просьбе верующих епископ Хабаровский Гавриил (Стеблюченко) благословил назвать общину в честь святой блаженной Ксении Петербургской, которая была канонизирована за год до этого.
В небольшое приспособленное помещение на окраине города потянулись тысячи сахалинцев с различных районов области. В первые годы здесь было очень много прихожан — многие сахалинцы и курильчане крестились именно здесь. С открытием храма святой Ксении Петербургской был заложен фундамент для дальнейшего развития православия на Сахалине: в ближайшие годы образовались приходы в Охе, Корсакове, Холмске, Тымовском, Долинске, Макарове, Невельске. В самом Южно-Сахалинске открылся второй приход во имя Святителя Иннокентия Московского, а в 1992—1994-х годах был построен Воскресенский кафедральный собор. С появлением в городе новых православных церквей община убавилась. Кроме того, большинство из организаторов прихода в течение нескольких лет выехали за пределы Сахалинской области. Отрицательно на посещаемости храма сказывалось и то, что улица перед храмом не была покрыта асфальтом, поэтому и летом после дождей и зимой во время ураганов прихожанам трудно было добираться в храм. Тем не менее, в храм продолжали даже издалека ездить верующие, особенно любящие святую Ксению Петербургскую.
В 2007 году по словам тогдашнего настоятеля игумена Авеля (Апановича): «Люди тут в духовном отношении сущие младенцы, в основном невоцерковленные. Большинство жителей города некрещёные. Прихожан мало: тридцать-тридцать пять человек ходят на обычные службы, по праздникам — до сорока. В воскресенье вечером мы всегда читаем акафист Блаженной Ксении Петербургской <…> В основном здесь, на окраине города, корейское население. Недалеко отсюда <…> на центральной улице, стоит громадное корейское культовое сооружение. <…> Они в нашу церковь не ходят, придерживаются своей веры. У нас тут только одна кореечка, молодая девушка. А так в основном прихожане, конечно, русские».
6 июня 2016 года в праздник блаженной Ксении Петербургской бессменная староста храма Алла Зазымина получила из рук архиепископа Южно-Сахалинского и Курильского Тихона (Доровских) патриарший Орден преподобной Ефросинии. При этом епископ Тихон отметил, что уже более 20 лет стараниями старосты приход Святой Ксении остается уютным и душевным. В Южно-Сахалинск епархии также в связи с этим событием также отмечали, что данный храм вполне может считаться памятником и исторической ценностью — подобных ему домовых приходов на Сахалине с годами становится всё меньше — вместо времянок стоятся полноценные храмовые здания.

## Современное состояние
Сложилось традиция, что на престольный праздник 6 февраля либо 6 июня по новому стилю в храме служит правящий архиерей. Епископ Тихон (Доровских) назвал престольный праздник этого храма престольным праздником всей епархии.
На входе, в небольшом притворе прихожане не только оставляют верхнюю одежду и сумки, но и переобуваются в домашние тапочки.
К храму приписан храм Анастасии Узорешительницы при исправительной колонии № 1.

## Настоятели
- Константин Островский (4 июля — ноябрь 1989)
- Василий Мацковский (15 января — сентябрь 1990)
- Ионафан (Цветков) (1990—1993)
- Алексий (Ким) (30 апреля — 2 июля 1993)
- Нафанаил (Мещеряков) (14 августа 2001—2002)
- Серафим (Скипин) (21 апреля 2002 — 16 марта 2006)
- Авель (Апанович) (24 марта 2006—2007)
- Дионисий Кашкин (с 28 сентября 2007)